# Liste der Nummer-eins-Hits in Frankreich (1973)
Diese Liste enthält alle Nummer-eins-Hits in Frankreich im Jahr 1973. Es gab in diesem Jahr 20 Nummer-eins-Singles und 7 Nummer-eins-Alben.

## Singles
| | Liste der Nummer-eins-Hits in Frankreich | Liste der Nummer-eins-Hits in Frankreich | Liste der Nummer-eins-Hits in Frankreich | 1974 →                    |
| \| Zeitraum \| Wo. ges. \| Interpret \| Titel Autor(en) \| Zusätzliche Informationen \| \| (Zeitraum, Wochen auf Platz eins, Interpret, Titel, Autor[en], zusätzliche Informationen) \| \| \| \| \| \| ----------------------------------------------------------------------------------------- \| -------- \| ------------------------------- \| ------------------------------------------------------------------------------------------------------------------------------------------------------------------------ \| ------------------------- \| \| 21. Dezember 1972 – 14. Januar 1973 4 Wochen \| 4 \| Claude François \| Le lundi au soleil Musik: Patrick Pierre Juvet; Text: Franck Thomas, Jean-Michel Franck Rivat \| – \| \| 15. Januar 1973 – 28. Januar 1973 2 Wochen \| 2 \| Stone & Éric Charden \| Le prix des allumettes Éric Charden, Yves Dessca \| – \| \| 29. Januar 1973 – 11. Februar 1973 2 Wochen \| 2 \| Michel Sardou \| Le surveillant général Musik: Jacques Abel Jules Revaux; Text: Michel Charles Sardou \| – \| \| 12. Februar 1973 – 18. Februar 1973 1 Woche \| 1 \| Joe Dassin \| La complainte de l’heure de pointe Musik: Chris Juwens; Originaltext: Leon Deane, Carl-Ulrich Blecher; französischer Text: Claude Jacques Raoul Lemesle, Richelle Dassin \| – \| \| 19. Februar 1973 – 11. März 1973 3 Wochen \| 3 \| Sheila & Ringo \| Les gondoles à Venise Musik: Andrias Andrians, Lina Andrians; Text: Claude Léon François Ayot, Michele Michaele \| – \| \| 12. März 1973 – 25. März 1973 2 Wochen \| 2 \| Frédéric François \| Quand vient le soir on se retrouve Musik: Frédéric François; Text: Marino Atria \| – \| \| 26. März 1973 – 8. April 1973 2 Wochen \| 2 \| Johnny Hallyday \| Comme un corbeau blanc Musik: Jean Gaston Renard; Text: Lucien Marie Antoine Thibaut \| – \| \| 9. April 1973 – 6. Mai 1973 4 Wochen (insgesamt 5) \| 5 \| Mike Brant \| Rien qu’une larme Musik: Mike Brant; Text: Michel Eugene Jourdan \| – \| \| 7. Mai 1973 – 13. Mai 1973 1 Woche \| 1 \| Stone & Éric Charden \| Made in Normandie Musik: Jacques André Gilbert Charden; Text: Franc Georges Fernand Combes, Jean-Michel Franck Rivat \| – \| \| 14. Mai 1973 – 20. Mai 1973 1 Woche \| 1 \| Marie Laforêt \| Viens, viens Musik: Bernd Simon; Originaltext: Howard Ellington Riddiford Barnes; französischer Text: Ralph Bernet \| – \| \| 21. Mai 1973 – 27. Mai 1973 1 Woche (insgesamt 5) \| 5 \| Mike Brant \| Rien qu’une larme Musik: Mike Brant; Text: Michel Eugene Jourdan \| – \| \| 28. Mai 1973 – 3. Juni 1973 1 Woche \| 1 \| Charles Aznavour \| Nous irons à Vérone Musik: Georges Garvarentz Diran; Text: Charles Aznavour \| – \| \| 4. Juni 1973 – 17. Juni 1973 2 Wochen (insgesamt 6) \| 6 \| Michel Sardou \| La maladie d’amour Musik: Jacques Abel Jules Revaux; Text: Michel Charles Sardou, Yves Dessca \| – \| \| 18. Juni 1973 – 24. Juni 1973 1 Woche (insgesamt 5) \| 5 \| Johnny Hallyday & Sylvie Vartan \| J’ai un problème Musik: Jean Gaston Renard; Text: Michel Mallory \| – \| \| 25. Juni 1973 – 22. Juli 1973 4 Wochen (insgesamt 6) \| 6 \| Michel Sardou \| La maladie d’amour Musik: Jacques Abel Jules Revaux; Text: Michel Charles Sardou, Yves Dessca \| – \| \| 23. Juli 1973 – 29. Juli 1973 1 Woche (insgesamt 5) \| 5 \| Johnny Hallyday & Sylvie Vartan \| J’ai un problème Musik: Jean Gaston Renard; Text: Michel Mallory \| – \| \| 30. Juli 1973 – 5. August 1973 1 Woche (insgesamt 6) \| 6 \| Michel Sardou \| La maladie d’amour Musik: Jacques Abel Jules Revaux; Text: Michel Charles Sardou, Yves Dessca \| – \| \| 6. August 1973 – 19. August 1973 2 Wochen (insgesamt 5) \| 5 \| Johnny Hallyday & Sylvie Vartan \| J’ai un problème Musik: Jean Gaston Renard; Text: Michel Mallory \| – \| \| 20. August 1973 – 26. August 1973 1 Woche (insgesamt 6) \| 6 \| Michel Sardou \| La maladie d’amour Musik: Jacques Abel Jules Revaux; Text: Michel Charles Sardou, Yves Dessca \| – \| \| 27. August 1973 – 2. September 1973 1 Woche (insgesamt 5) \| 5 \| Johnny Hallyday & Sylvie Vartan \| J’ai un problème Musik: Jean Gaston Renard; Text: Michel Mallory \| – \| \| 3. September 1973 – 9. September 1973 1 Woche (insgesamt 6) \| 6 \| Michel Sardou \| La maladie d’amour Musik: Jacques Abel Jules Revaux; Text: Michel Charles Sardou, Yves Dessca \| – \| \| 10. September 1973 – 23. September 1973 2 Wochen (insgesamt 3) \| 3 \| Mike Brant \| Tout donné, tout repris Musik: Mike Brant; Text: Michel Eugene Jourdan \| – \| \| 24. September 1973 – 30. September 1973 1 Woche (insgesamt 6) \| 6 \| The Rolling Stones \| Angie Mick Jagger, Keith Richard \| – \| \| 1. Oktober 1973 – 7. Oktober 1973 1 Woche (insgesamt 3) \| 3 \| Mike Brant \| Tout donné, tout repris Musik: Mike Brant; Text: Michel Eugene Jourdan \| – \| \| 8. Oktober 1973 – 14. Oktober 1973 1 Woche \| 1 \| Julien Clerc \| Ça fait pleurer l’bon Dieu Musik: Julien Clerc; Text: Esteva Roda Gil \| – \| \| 15. Oktober 1973 – 18. November 1973 5 Wochen (insgesamt 6) \| 6 \| The Rolling Stones \| Angie Mick Jagger, Keith Richards \| – \| \| 19. November 1973 – 25. November 1973 1 Woche \| 1 \| Christian Vidal \| Angélique Musik: Roland Verlooven; Text: Edy Pierre Cockelaere \| – \| \| 26. November 1973 – 16. Dezember 1973 3 Wochen \| 3 \| Michel Sardou \| Les vieux mariés Musik: Jacques Abel Jules Revaux; Text: Pierre Delanoë, Michel Charles Sardou \| – \| \| 17. Dezember 1973 – 23. Dezember 1973 1 Woche \| 1 \| Johnny Hallyday \| Noël interdit Musik: Johnny Hallyday; Text: Michel Mallory \| – \| \| 24. Dezember 1973 – 7. Januar 1974 2 Wochen (insgesamt 5) \| 5 \| Michel Delpech \| Les divorcés Musik: Roland Richard Vincent; Text: Michel Delpech, Jean-Michel Franck Rivat \| – \| |                                          |                                          | |                           |
| |                                          |                                          | | → 1974 →                  |
| Zeitraum | Wo. ges.                                 | Interpret                                | Titel Autor(en) | Zusätzliche Informationen |
| (Zeitraum, Wochen auf Platz eins, Interpret, Titel, Autor[en], zusätzliche Informationen) |                                          |                                          | |                           |
| 21. Dezember 1972 – 14. Januar 1973 4 Wochen | 4                                        | Claude François                          | Le lundi au soleil Musik: Patrick Pierre Juvet; Text: Franck Thomas, Jean-Michel Franck Rivat                                                                            | –                         |
| 15. Januar 1973 – 28. Januar 1973 2 Wochen | 2                                        | Stone & Éric Charden                     | Le prix des allumettes Éric Charden, Yves Dessca | –                         |
| 29. Januar 1973 – 11. Februar 1973 2 Wochen | 2                                        | Michel Sardou                            | Le surveillant général Musik: Jacques Abel Jules Revaux; Text: Michel Charles Sardou                                                                                     | –                         |
| 12. Februar 1973 – 18. Februar 1973 1 Woche | 1                                        | Joe Dassin                               | La complainte de l’heure de pointe Musik: Chris Juwens; Originaltext: Leon Deane, Carl-Ulrich Blecher; französischer Text: Claude Jacques Raoul Lemesle, Richelle Dassin | –                         |
| 19. Februar 1973 – 11. März 1973 3 Wochen | 3                                        | Sheila & Ringo                           | Les gondoles à Venise Musik: Andrias Andrians, Lina Andrians; Text: Claude Léon François Ayot, Michele Michaele                                                          | –                         |
| 12. März 1973 – 25. März 1973 2 Wochen | 2                                        | Frédéric François                        | Quand vient le soir on se retrouve Musik: Frédéric François; Text: Marino Atria                                                                                          | –                         |
| 26. März 1973 – 8. April 1973 2 Wochen | 2                                        | Johnny Hallyday                          | Comme un corbeau blanc Musik: Jean Gaston Renard; Text: Lucien Marie Antoine Thibaut                                                                                     | –                         |
| 9. April 1973 – 6. Mai 1973 4 Wochen (insgesamt 5) | 5                                        | Mike Brant                               | Rien qu’une larme Musik: Mike Brant; Text: Michel Eugene Jourdan | –                         |
| 7. Mai 1973 – 13. Mai 1973 1 Woche | 1                                        | Stone & Éric Charden                     | Made in Normandie Musik: Jacques André Gilbert Charden; Text: Franc Georges Fernand Combes, Jean-Michel Franck Rivat                                                     | –                         |
| 14. Mai 1973 – 20. Mai 1973 1 Woche | 1                                        | Marie Laforêt                            | Viens, viens Musik: Bernd Simon; Originaltext: Howard Ellington Riddiford Barnes; französischer Text: Ralph Bernet                                                       | –                         |
| 21. Mai 1973 – 27. Mai 1973 1 Woche (insgesamt 5) | 5                                        | Mike Brant                               | Rien qu’une larme Musik: Mike Brant; Text: Michel Eugene Jourdan | –                         |
| 28. Mai 1973 – 3. Juni 1973 1 Woche | 1                                        | Charles Aznavour                         | Nous irons à Vérone Musik: Georges Garvarentz Diran; Text: Charles Aznavour                                                                                              | –                         |
| 4. Juni 1973 – 17. Juni 1973 2 Wochen (insgesamt 6) | 6                                        | Michel Sardou                            | La maladie d’amour Musik: Jacques Abel Jules Revaux; Text: Michel Charles Sardou, Yves Dessca                                                                            | –                         |
| 18. Juni 1973 – 24. Juni 1973 1 Woche (insgesamt 5) | 5                                        | Johnny Hallyday & Sylvie Vartan          | J’ai un problème Musik: Jean Gaston Renard; Text: Michel Mallory | –                         |
| 25. Juni 1973 – 22. Juli 1973 4 Wochen (insgesamt 6) | 6                                        | Michel Sardou                            | La maladie d’amour Musik: Jacques Abel Jules Revaux; Text: Michel Charles Sardou, Yves Dessca                                                                            | –                         |
| 23. Juli 1973 – 29. Juli 1973 1 Woche (insgesamt 5) | 5                                        | Johnny Hallyday & Sylvie Vartan          | J’ai un problème Musik: Jean Gaston Renard; Text: Michel Mallory | –                         |
| 30. Juli 1973 – 5. August 1973 1 Woche (insgesamt 6) | 6                                        | Michel Sardou                            | La maladie d’amour Musik: Jacques Abel Jules Revaux; Text: Michel Charles Sardou, Yves Dessca                                                                            | –                         |
| 6. August 1973 – 19. August 1973 2 Wochen (insgesamt 5) | 5                                        | Johnny Hallyday & Sylvie Vartan          | J’ai un problème Musik: Jean Gaston Renard; Text: Michel Mallory | –                         |
| 20. August 1973 – 26. August 1973 1 Woche (insgesamt 6) | 6                                        | Michel Sardou                            | La maladie d’amour Musik: Jacques Abel Jules Revaux; Text: Michel Charles Sardou, Yves Dessca                                                                            | –                         |
| 27. August 1973 – 2. September 1973 1 Woche (insgesamt 5) | 5                                        | Johnny Hallyday & Sylvie Vartan          | J’ai un problème Musik: Jean Gaston Renard; Text: Michel Mallory | –                         |
| 3. September 1973 – 9. September 1973 1 Woche (insgesamt 6) | 6                                        | Michel Sardou                            | La maladie d’amour Musik: Jacques Abel Jules Revaux; Text: Michel Charles Sardou, Yves Dessca                                                                            | –                         |
| 10. September 1973 – 23. September 1973 2 Wochen (insgesamt 3) | 3                                        | Mike Brant                               | Tout donné, tout repris Musik: Mike Brant; Text: Michel Eugene Jourdan                                                                                                   | –                         |
| 24. September 1973 – 30. September 1973 1 Woche (insgesamt 6) | 6                                        | The Rolling Stones                       | Angie Mick Jagger, Keith Richard | –                         |
| 1. Oktober 1973 – 7. Oktober 1973 1 Woche (insgesamt 3) | 3                                        | Mike Brant                               | Tout donné, tout repris Musik: Mike Brant; Text: Michel Eugene Jourdan                                                                                                   | –                         |
| 8. Oktober 1973 – 14. Oktober 1973 1 Woche | 1                                        | Julien Clerc                             | Ça fait pleurer l’bon Dieu Musik: Julien Clerc; Text: Esteva Roda Gil | –                         |
| 15. Oktober 1973 – 18. November 1973 5 Wochen (insgesamt 6) | 6                                        | The Rolling Stones                       | Angie Mick Jagger, Keith Richards | –                         |
| 19. November 1973 – 25. November 1973 1 Woche | 1                                        | Christian Vidal                          | Angélique Musik: Roland Verlooven; Text: Edy Pierre Cockelaere | –                         |
| 26. November 1973 – 16. Dezember 1973 3 Wochen | 3                                        | Michel Sardou                            | Les vieux mariés Musik: Jacques Abel Jules Revaux; Text: Pierre Delanoë, Michel Charles Sardou                                                                           | –                         |
| 17. Dezember 1973 – 23. Dezember 1973 1 Woche | 1                                        | Johnny Hallyday                          | Noël interdit Musik: Johnny Hallyday; Text: Michel Mallory | –                         |
| 24. Dezember 1973 – 7. Januar 1974 2 Wochen (insgesamt 5) | 5                                        | Michel Delpech                           | Les divorcés Musik: Roland Richard Vincent; Text: Michel Delpech, Jean-Michel Franck Rivat                                                                               | –                         |

## Alben
| | Liste der Nummer-eins-Hits in Frankreich | Liste der Nummer-eins-Hits in Frankreich | Liste der Nummer-eins-Hits in Frankreich | 1974 →                    |
| \| Zeitraum \| Wo. ges. \| Interpret \| Titel \| Zusätzliche Informationen \| \| (Zeitraum, Wochen auf Platz eins, Interpret, Titel, zusätzliche Informationen) \| \| \| \| \| \| ------------------------------------------------------------------------------ \| -------- \| ------------------------ \| ----------------------------------- \| ------------------------- \| \| 2. November 1972 – 4. März 1973 18 Wochen \| 18 \| Georges Brassens \| N° 11: Ferndande \| – \| \| 5. März 1973 – 1. April 1973 4 Wochen (insgesamt 26) \| 26 \| Pink Floyd \| The Dark Side of the Moon \| – \| \| 2. April 1973 – 29. April 1973 4 Wochen \| 4 \| Alan Stivell \| Chemins de terre \| – \| \| 30. April 1973 – 2. September 1973 18 Wochen (insgesamt 26) \| 26 \| Pink Floyd \| The Dark Side of the Moon \| – \| \| 3. September 1973 – 7. Oktober 1973 5 Wochen (insgesamt 7) \| 7 \| Julien Clerc \| Ça fait pleurer le bon Dieu \| – \| \| 8. Oktober 1973 – 4. November 1973 4 Wochen \| 4 \| Fernand Raynaud \| Hommage à Fernand Raynaud \| – \| \| 5. November 1973 – 9. Dezember 1973 5 Wochen (insgesamt 20) \| 20 \| Michel Sardou \| La maladie d’amour \| – \| \| 10. Dezember 1973 – 23. Dezember 1973 2 Wochen (insgesamt 7) \| 7 \| Julien Clerc \| Ça fait pleurer le bon Dieu \| – \| \| 24. Dezember 1973 – 30. Dezember 1973 1 Woche (insgesamt 20) \| 20 \| Michel Sardou \| La maladie d’amour \| – \| \| 31. Dezember 1973 – 7. Januar 1974 1 Woche \| 1 \| Verschiedene Interpreten \| La Révolution Française, Rock Opéra \| – \| |                                          |                                          |                                          |                           |
| |                                          |                                          |                                          | → 1974 →                  |
| Zeitraum | Wo. ges.                                 | Interpret                                | Titel                                    | Zusätzliche Informationen |
| (Zeitraum, Wochen auf Platz eins, Interpret, Titel, zusätzliche Informationen) |                                          |                                          |                                          |                           |
| 2. November 1972 – 4. März 1973 18 Wochen | 18                                       | Georges Brassens                         | N° 11: Ferndande                         | –                         |
| 5. März 1973 – 1. April 1973 4 Wochen (insgesamt 26) | 26                                       | Pink Floyd                               | The Dark Side of the Moon                | –                         |
| 2. April 1973 – 29. April 1973 4 Wochen | 4                                        | Alan Stivell                             | Chemins de terre                         | –                         |
| 30. April 1973 – 2. September 1973 18 Wochen (insgesamt 26) | 26                                       | Pink Floyd                               | The Dark Side of the Moon                | –                         |
| 3. September 1973 – 7. Oktober 1973 5 Wochen (insgesamt 7) | 7                                        | Julien Clerc                             | Ça fait pleurer le bon Dieu              | –                         |
| 8. Oktober 1973 – 4. November 1973 4 Wochen | 4                                        | Fernand Raynaud                          | Hommage à Fernand Raynaud                | –                         |
| 5. November 1973 – 9. Dezember 1973 5 Wochen (insgesamt 20) | 20                                       | Michel Sardou                            | La maladie d’amour                       | –                         |
| 10. Dezember 1973 – 23. Dezember 1973 2 Wochen (insgesamt 7) | 7                                        | Julien Clerc                             | Ça fait pleurer le bon Dieu              | –                         |
| 24. Dezember 1973 – 30. Dezember 1973 1 Woche (insgesamt 20) | 20                                       | Michel Sardou                            | La maladie d’amour                       | –                         |
| 31. Dezember 1973 – 7. Januar 1974 1 Woche | 1                                        | Verschiedene Interpreten                 | La Révolution Française, Rock Opéra      | –                         |